# 科斯卡塔 (麻薩諸塞州)
科斯卡塔（英語：Coskata）是位於美國麻薩諸塞州南塔克特縣的一個非建制地區。

## 地理
科斯卡塔所處的海拔為高於海平面1米（即3英呎），而該地所採用的時區為UTC-5，即北美东部時區（EST）。同時該地設有夏令時間，為UTC-5調快一小時，即UTC-4（EDT）。